# Haplospiza unicolor
Tentilhão-unicolor ou cigarra-bambu (Haplospiza unicolor) é uma espécie de ave da família Thraupidae.
Pode ser encontrada nos seguintes países: Argentina, Brasil, Paraguai e Uruguai.
Seus habitats naturais são: florestas subtropicais ou tropicais húmidas de baixa altitude e regiões subtropicais ou tropicais húmidas de alta altitude.